# Maxomys inas
Maxomys inas är en däggdjursart som först beskrevs av Bonhote 1906.  Maxomys inas ingår i släktet taggråttor och familjen råttdjur. IUCN kategoriserar arten globalt som livskraftig. Inga underarter finns listade i Catalogue of Life.
Denna gnagare förekommer med en större och två mindre populationer på södra Malackahalvön. Den lever i bergstrakter, vanligen högre än 900 meter över havet. Habitatet utgörs av bergsskogar.
Vuxna exemplar blir 12,5 till 16,0 cm långa (huvud och bål) och har en 13,5 till 16,5 cm lång svans. Djuret har 3,1 till 3,3 cm långa bakfötter och 1,9 till 2,2 cm långa öron. I den rödbruna pälsen på ovansidan är flera taggar inblandade. Svansen är tydlig uppdelad i en mörk ovansida och en ljus undersida. Vid bakfoten förekommer fem trampdynor. Den liknande arten Maxomys whiteheadi är inte lika stor.
Individerna letar på natten efter föda.